# Pain de campagne

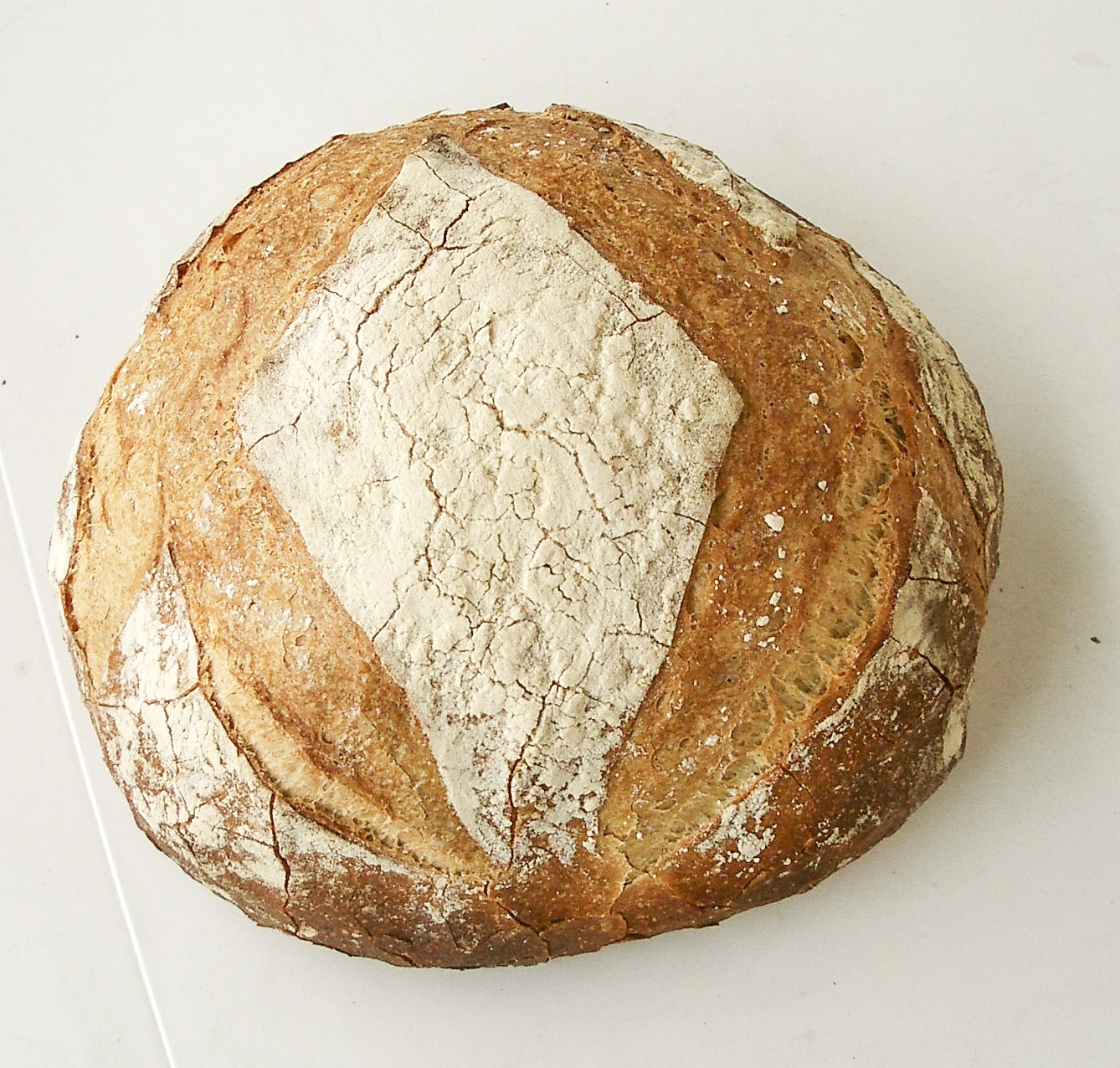
Pain de campagne

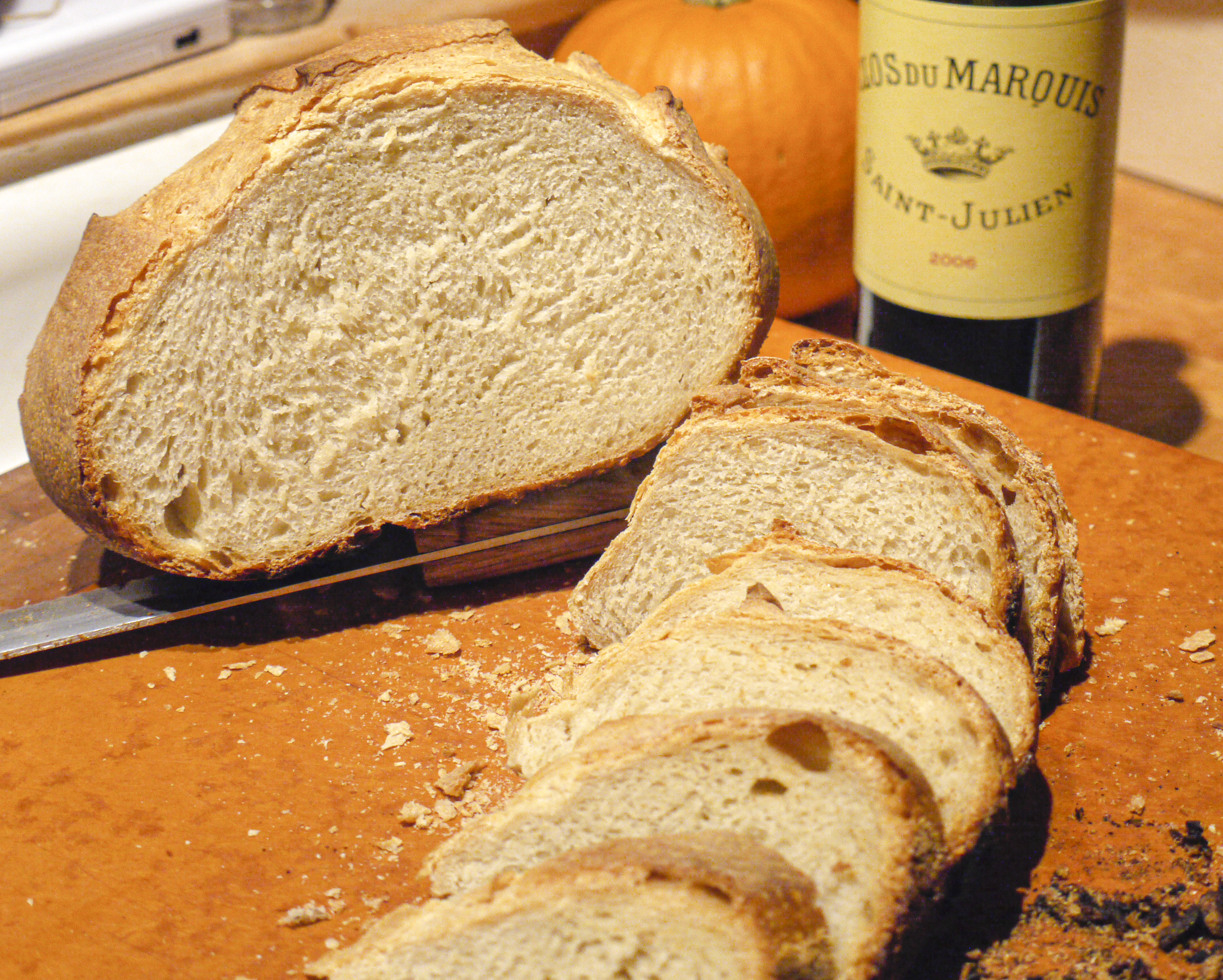

En Francia, pain de campagne (pronunciación en francés: /pɛ̃.də.kɑ̃paɲ/; 'pan de campo') o pain paysan ('pan paisano') es el nombre genérico moderno dado al pan de pueblo, es decir, aquellos que se elaboran de forma tradicional y artesana en los pueblos del país. Habitualmente son panes redondos, mezcla de centeno y trigo o bien solo de trigo. La masa se deja fermentar (pate fermenté). Se comenzó a referirse a ciertos panes 'de campagne' a partir de la segunda mitad del siglo XX con la industrialización de la panadería francesa. El que una vez fue el pan más consumido en Francia, cayó en el olvido siendo reemplazado por la baguette. El término abarca panes rústicos, de corteza amarga especialmente aquellos que cumplían con el sabor y las características del pan de antaño. Curiosamente, «es sobre todo un pan de ciudad».
Durante siglos, las aldeas francesas tenían hornos comunales donde la gente del pueblo traía su masa para hornear, y los panes pesaban de cuatro a doce libras (1,5 a 5,5 kg). Panes tan grandes alimentarían a una familia durante días o semanas, hasta el próximo día de horneado. Antiguamente (y aun es posible encontrarlo en ciertas panaderías) se usaba el sistema de levain, un prefermento sin levadura biológica. Las recetas con harina de centeno agregan alrededor de un 10% respecto a la harina de trigo. Se cree que la adición de este alimento en algunas zonas es porque el centeno crecía silvestre entre los campos de trigo. De la proporción de la mezcla de harinas o métail ('morcajo') dependerá que el pan salga más voluminoso o pesado.
Algunos panes de campo franceses son el bourguignon de Borgoña, el amitchote del Franco Condado o la couronne bordelaise de Aquitania.